# Ravattula kyrka
Ravattula kyrka var en medeltida kyrka vid Ristimäki (Korsbacka) i Ravattula by i S:t Karins i Finland. Det är den äldsta kända kyrkan i Finland och dateras till en tidsperiod från slutet av 1100-talet till början av 1200-talet.
Ravattulakyrkan var en träkyrka, som byggdes på stenfot. Kyrkan var uppförd i romansk stil. Den var cirka tio meter lång och sex meter bred. Till kyrkan hörde ett smalare och lägre korparti. I öster har man hittat stensättningar som först tolkades som grunden för altaret, men vid senare analyser visade sig utgöra resterna av ett minneskors över kyrkan. Det första minneskorset restes under 1200-talet och har ännu i början av 1500-talet reparerats eller rests på nytt. Detta minneskors har troligen gett backen dess namn. Kyrkan användes av 10-20 gårdar i trakten ännu 1220-1230, då den revs och materialet användes för något annat bygge eller kyrka.  Resterna hittades vid Åbo universitets utgrävningar på Ristimäki kulle (Korsbacka) 2013.

## Begravningsplats
Kring kyrkan ligger en begravningsplats. Kyrkogården bär spår av begravningar från korstågstiden och tidig medeltid. Resterna av stenmuren kring kyrkogården vittnar om att detta var en kristen begravningsplats. Uppskattningsvis finns det nästan 300 gravar. De äldsta gravarna kan vara 100 år äldre än kyrkan.  